# Mazár-e Sarif
Mazár-e Sarif (újperzsa- és pastu nyelven: مزارِ شریف) Afganisztán negyedik legnagyobb városa, Balh tartomány székhelye. A város történelmileg a Nagy-Horászán régió részét képezte és a térség egyk nagymúltú városának számít.

## Fekvése
Mazár-e Sarif Afganisztán északi részén található, az üzbegisztáni, türkmenisztáni és tádzsikisztáni határhoz közel, 357 m-es tengerszint feletti magasságban. Kabultól 425 km-re északra fekszik.

## Története
Mazár-e Sarif alapításának története a legendák homályába vész. A hagyomány szerint a várost a 12. században egy balhi mullah hozatta létre, akinek álmában megjelent Ali kalifa, elárulva, hogy őt Balh város mellett helyezték örök nyugalomra. Az álomra hivatkozva Szandzsar nagyszeldzsuk szultán egy mecset építését rendelte el (ezt a mecsetet a 13. században a mongolok lerombolták, később, a 16. század első felében a helyén építették fel a Kék mecsetet), a mecset körül alakult ki a település.
Mazár-e Sarif a 19. századig nem volt jelentős település, Balh közelsége miatt, a 19. századtól azonban gazdasági - politikai szerepe jelentős mértékben megnőtt Balh rovására. Az 1870-es években Ser Ali Kán afgán emír a várost tette meg székhelyévé.
1979-től, a Szovjetunió afganisztáni háborúja idején a Szovjet Hadsereg stratégiai fontosságú bázisának számított, a város repülőterét a szovjet légierő használta a mudzsáhidok elleni légitámadásokra. A szovjet csapatok 1989-es kivonulását követően a folytatodó polgárháborúban a város birtoklásáért heves harcok folytak, 1992-ben azonban Abdul Rasid Dosztum üzbég hadúr foglalta el és birtokában is tartotta 1997-ig. 1997-ben Dosztum csapatai kénytelenek voltak kivonulni a városból, mely a tálibok uralma alá került, a tálibok ellen létrejött Északi Szövetség azonban továbbra is rendszeresen hajtott végre támadásokat a város környékén.
Az amerikai haderő 2001-es támadása során Mazár-e Sarif volt az első város, melyet elfoglaltak. A város visszavételét követően az Északi Szövetség fegyveresei 3000 foglyul esett tálibot mészároltak le. 2004-től a város az afganisztáni német katonai kontingens felügyelete alá tartozott, de a németek mellett svéd, litván és norvég katonák is állomásoztak itt. 2011. júliusától a város biztonsági feladatait az afgán hadsereg és rendőrség látta el.
2021. augusztus 14-én a tálib fegyveresek szinte ellenállás nélkül bevonultak a városba. Az afgán kormány haderejének maradványai és egyes vezetők az Amu-darja hídján át a szomszédos Üzbekisztánba távoztak.

## Lakossága
A város lakossága egy 2003-as becslés szerint 375 000 fő. Egy, a National Geographic által közzétett becslés szerint a város lakosságának közel 60%-a tádzsik, 10%-a hazara, 10%-a pastu, 10%-a türkmén és 10%-a üzbég. A lakosság többségének anyanyelve a dari nyelv, de jelentős a pastu és üzbég nyelvet beszélők aránya is.
Vallási összetételét tekintve a lakosság többsége az iszlám vallás szunnita irányzatát követi, de egy jelentősebb síita közösség is él itt, ők főleg a hazarák közül kerülnek ki.
| 1979 | 103 372 |
| 2020 | 469 247 |